# Алан и Эрик: Между «привет» и «пока»
«Алан и Эрик: Между „привет“ и „пока“» (иер. трад. 雙城故事, кант.-рус.: Сын синг гу си, англ. Alan & Eric: Between Hello and Goodbye) — гонконгская драма 1991 года, режиссёр Питер Чан. Главные роли исполнили Алан Там, Эрик Цан и Мэгги Чун.
Картина получила три номинации на 11-й Гонконгской кинопремии. Эрик Цан получил награду в категории «Лучшая мужская роль».

## Сюжет
Фильм рассказывает историю двух друзей, Алана и Эрика, которые одновременно влюбляются в одну девушку. Несмотря на это их дружба не рушится, и они проходят все испытания. В конечном итоге Эрик уступает Алану их общую любовь и уезжает в США, чтобы излечится от рака. Алан и Оливия отправляются в Соединённые Штаты, чтобы навестить своего друга.

## В ролях
- Алан Там — Алан
- Эрик Цан — Эрик
- Мэгги Чун — Оливия
- Блэки Ко[англ.] — Пьер
- Барри Вонг[англ.] — владелец бара

## Награды и номинации
| Награды                     | Награды                 | Награды                          | Награды   | Награды |
| Кинопремия                  | Категория               | Лауреат / претендент             | Результат |         |
| --------------------------- | ----------------------- | -------------------------------- | --------- | ------- |
| 11-я Гонконгская кинопремия | Лучший сценарий         | Питер Чан, Бэрри Вон, Ли Чи-Нгай | Номинация |         |
| 11-я Гонконгская кинопремия | Лучшая мужская роль     | Эрик Цан                         | Победа    |         |
| 11-я Гонконгская кинопремия | Лучшая работа художника | Бен Люк                          | Номинация |         |
| 27-я Золотая лошадь         | Лучшая музыка           | Ричард Ло                        | Номинация |         |